# Porca

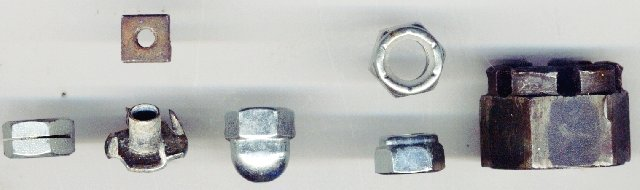
Tipos variados de porcas

Porcas são elementos de máquinas de fixação e estão sempre associadas a um fuso ou parafuso. Correspondem à fêmea do parafuso.

## Tipos
Os tipos variam de acordo com as roscas (que correspondem a do parafuso) e formato, sendo os mais comuns as porcas sextavadas, quadradas, recartilhadas (para apertos manuais) e borboleta (também conhecidas por "porcas de orelhas") para apertos manuais, auto travante e de pressão. 
Os formatos sextavados existem também com versões retentoradas e de filete deformado, bem como as "porcas de mama" também conhecidas por "porcas cegas", para aplicações no topo de roscas (parafusos ou varões roscados) em que se pretende um acabamento em redondo.
Elas podem ser usadas na transmissão de movimentos, como por exemplo nos macacos de um carro onde o fuso gira e a porca se movimenta fazendo elevar a estrutura do macaco.

## Aplicações
As porcas são elementos de fixação em conjunto com um parafuso. 
Para aperto manual são usados os tipos de porca borboleta, recartilhada alta e recartilhada baixa, por exemplo, em arcos de serra. 
Porcas cegas, além de proporcionar boa fixação, deixam as peças unidas com melhor aspecto. 
Para ajuste axial (eixo de máquinas), são usadas as seguintes porcas: porca redonda com fenda, porca redonda com entalhes, porca redonda com furos radiais e porca redonda com dois furos paralelos.
Certos tipos de porcas apresentam ranhuras próprias para uso de cupilhas. Utiliza-se cupilhas para evitar que a porca se solta com vibrações.